# Чудовиште из језера Илијамна
Чудовиште из језера Илијамна још звано Илие је легендарно створење које наводно живи у језеру Илиамна близу села Илиамна на Аљасци. Било је много пријављених виђења, а такође је било и неколико пријављених смртних случајева која се повезују са овим чудовиштем. Чудовиште је наводно дугачко 10-30 метара. Непостоји физички доказ да ово створење постоји. Језеро Илиамна је природно језеро које се налази на југозападном делу америчке савезне државе Аљаске. То је највеће језеро на Аљасци и једно од највећих језера у Сједињеним Америчким Државама. Неки научници мисле да је ово створење бела јесетра.